# Gefallene Engel – Heimliche Spiele 3
Gefallene Engel – Heimliche Spiele 3 (Originaltitel: À l'aventure) ist eine französische Erotik-Groteske aus dem Jahr 2008 von Jean-Claude Brisseau, der auch für das Drehbuch zuständig war.

## Handlung
Sandrine hat ihre gegenwärtigen Lebensstil satt. Dazu ist sie seit einiger Zeit mit ihrem Verlobten Fred sexuell unzufrieden. Daher beschließt sie, einen neuen Weg im Leben zu finden. Freundinnen erzählen ihr von deren sexuellen Erfahrungen, die sie ebenfalls erfahren möchte. In einem Park trifft sie einen Mann, der sie in ein intensives Gespräch verwickelt. Gemeinsam diskutieren sie über die emotionale Sackgasse, in der die heutige Zeit einen gefangen hält. Sie schmeißt ihren Job hin und trennt sich von Fred.
Wenig später lernt sie den charismatischen Greg kennen. Sie erfährt, dass er ein angehender Psychiater ist. Er preist sich selbst als Experte der Hypnose an, und Sandrine ist sofort begeistert von dem Mann. Sie erlaubt ihm, seine Techniken bei ihr anzuwenden, um sie zu hypnotisieren. Sie erhofft sich dadurch, dass er ihr hilft, die Tiefe ihrer erotischen Wünsche zu erschließen. Sie lernt kurz darauf Sophie, Gregs ehemalige Geliebte, kennen. Auch sie ist bereit, Geschichten über ihre eigenen sexuellen Erkundungen zu erzählen. Sandrine begibt sich schon bald auf eine Odyssee, um die äußeren Grenzen ihrer fleischlichen Phantasie zu entdecken.

## Hintergrund
Die letzte Szene im Film wurde im Haus von Brisseau realisiert. Für Nadia Chibani, Frédéric Aspisi und Michèle Larue ist es jeweils die bisher einzige Erfahrung als Filmschauspieler.
Der Film feierte seine Premiere am 29. August 2008 auf dem Montreal World Film Festival. In Frankreich wurde er im Januar des Folgejahres auf dem Festival Rendez-vous avec le cinéma français uraufgeführt. Offizieller Filmstart in Frankreich war der 1. April 2009. In Deutschland startete der Videoverleih am 11. Dezember 2009.
Der deutsche Titel ist irreführend: es handelt sich nicht um eine Fortsetzung von Heimliche Spiele aus dem Jahr 2002 oder Teuflische Engel – Heimliche Spiele 2 aus dem Jahr 2006 ebenfalls von Jean-Claude Brisseau, sondern um einen eigenständigen Film.

## Rezeption
Frédéric Mignard von CinéDweller bezeichnet Gefallene Engel – Heimliche Spiele 3 als einzigen Blindgänger des Regisseurs Jean-Claude Brisseau und gibt dem Film vier von zehn möglichen Sternen.